# Rozhlas po drátě

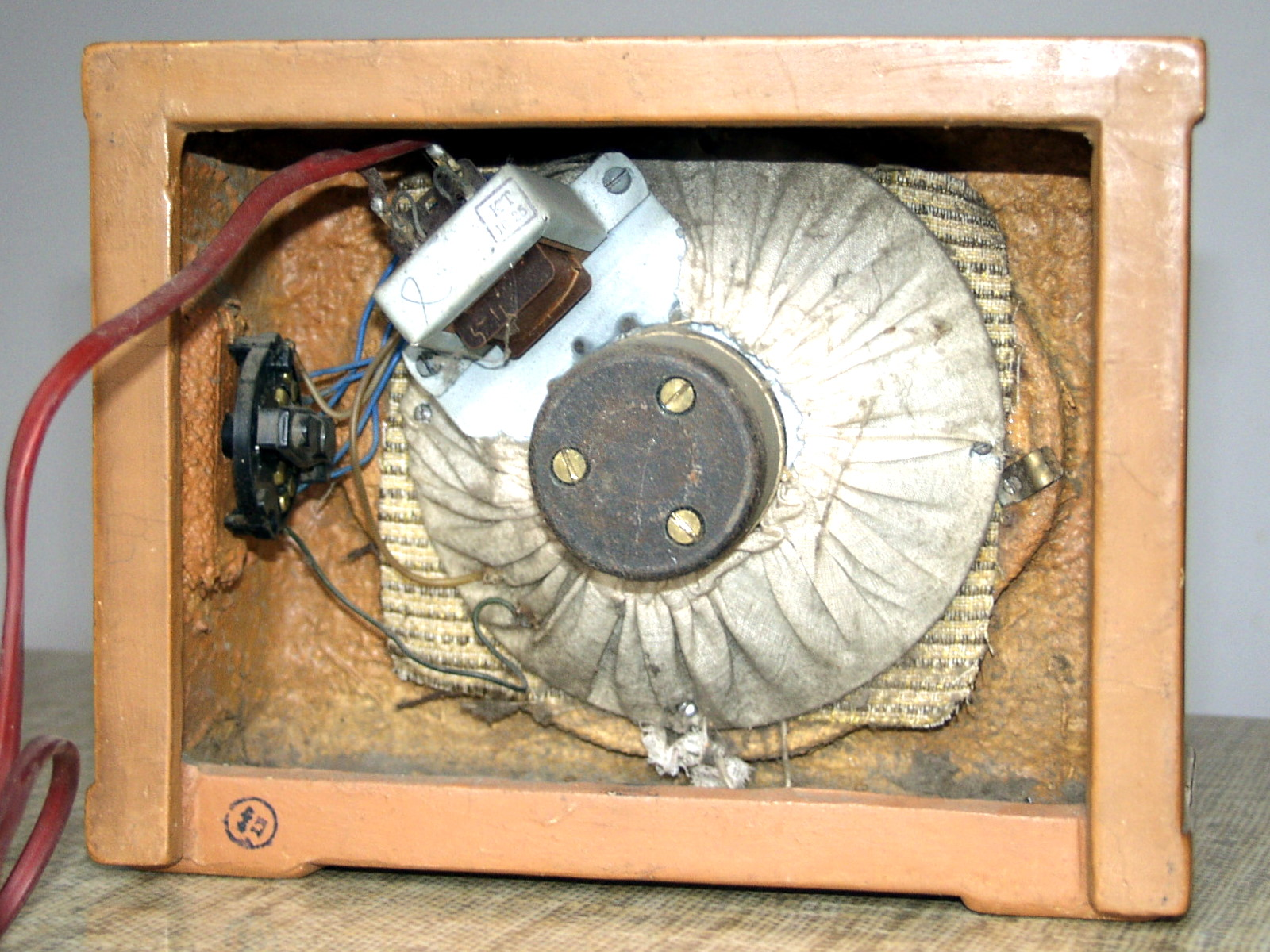
Vnitřek polského dráťáku

Rozhlas po drátě (lidově dráťák) byl systém pro šíření rozhlasového vysílání pomocí kabelového rozvodu bez použití radiového přenosu.

## Způsob šíření
Rozhlas po drátě mohl vysílat pouze jednu rozhlasovou stanici. Signál se rozváděl z centrálního zesilovače kabelovým rozvodem. Na výstupu centrální zesilovací stanice byl použit transformátor, který převáděl signál na napětí 120 V (výjimečně i na 600 V). Kvůli bezpečnosti se na konci linkového vedení signál transformoval na 30 V a následně se rozváděl k jednotlivým přijímačům. Tím poklesly ztráty a sítě mohly být značně rozsáhlé (i několik kilometrů).
V bytech, kancelářích a dílnách byl rozvod zakončen zásuvkami s ochrannými odpory (120 ohmů) proti případnému zkratu, do kterých se připojovaly jednotlivé přijímače. Přijímač tvořil reproduktor s transformátorem a regulátor hlasitosti. Provedením to byla jednoduchá skříňka s jediným ovládacím prvkem – otočným přepínačem, který přepínáním odboček transformátoru skokově reguloval hlasitost. Luxusní provedení stanice mělo výstupní konektor, který umožňoval nahrávat rozhlasový program na magnetofon. Celková cena za měsíční používání byla 15 Kčs.

## Historie
V Československu se síť rozhlasu po drátě budovala podle sovětského vzoru. Síť měla zabezpečit nerušené šíření Československého rozhlasu v případě nepřátelského napadení. V srpnu 1968 po invazi vojsk Varšavské smlouvy bylo po určitou dobu možné podávat informace o dění v Československu pouze prostřednictvím rozhlasu po drátě. V 80. letech se experimentovalo i s tříprogramovým systémem, k jeho rozšíření však již nedošlo.
Rozhlas po drátě na území České republiky vysílal mezi roky 1953 a 1999. V současnosti se obdobné systémy (tzv. stovoltové rozvody) využívají na sportovištích a ve veřejných budovách.
V České Lípě fungoval rozhlas po drátě od 28. prosince 1953 do 14. dubna 1990, o rok později byl demontován.
V Kolíně bylo vysílání rozhlasu po drátě zahájeno 3. ledna 1960 a ukončeno bylo 29. října 1999, jako poslední v ČR. Od roku 1980 se relace připravovaly v profesionálně vybudovaném studiu Městského úřadu Kolín, a od roku 1990 po zřízení modulační linky mezi studiem a Čs. spoji, byla možnost i živého vysílání. Do této doby se pořady jen předtáčely.